# Gerardus Johannes Geers
Gerardus Johannes Geers (* 10. Dezember 1891 in Delft; † 2. Mai 1965 in Groningen) war ein niederländischer Romanist, Hispanist und Übersetzer.

## Leben und Werk
Geers studierte Niederländische Philologie in Leiden und wurde 1917 bei Christianus Cornelius Uhlenbeck promoviert mit der Arbeit The adverbial and prepositional Prefixes in Blackfoot (Leiden 1917). Dann ging er (da eine Karriere als Ethnologe durch den Weltkrieg verhindert wurde)  als Hauslehrer des niederländischen Botschafters nach Madrid, wurde aber 1920 wegen sozialistischer Umtriebe ausgewiesen und verlegte sich (als Lehrer in Enschede) wissenschaftlich auf die Hispanistik.
Von 1928 bis 1932 war er Privatdozent für Spanisch an der Universität Groningen, dann  Lehrer in Den Haag und ab 1947 wieder in Groningen, zuerst Lektor (Dozent), ab 1961 außerordentlicher Professor für Spanisch (1962 emeritiert).
Geers übersetzte Miguel de Unamuno, Ramón Gómez de la Serna, Joseph de la Vega, Juan Antonio de Zunzunegui, José Ortega y Gasset, Juan Ruiz, Pío Baroja, Camilo José Cela und Luis Díez del Corral ins Niederländische. 

## Weitere Werke (Auswahl)
- (Hrsg.) Antología castellana, Wassenaars 1923
- Spaanse Spraakkunst, Wassenaar 1926
- Snel Spaans, Den Haag 1931, 1946
- (mit Johan Brouwer) De Renaissance in Spanje, Zutphen 1932
- (mit José Francisco Pastor) Una antología de la poesía moderna española, Amsterdam 1937
- (Hrsg.) Spaans Leesboek, Den Haag 1946
- (Hrsg.) Meesters der Spaanse vertelkunst, Amsterdam 1952, 1957, 1964
- (Hrsg. mit G.P. de Ridder) Hedendaagse Spaanse Poëzie, Groningen 1953
- Spanje. Land. Volk. Cultuur, Baarn 1954 (5. Auflage 1970 als Gedenkschrift mit Nachruf und Schriftenverzeichnis)
- Van het barokke leven, Baarn 1957